# Voluntat (filosofia)
La voluntat és un concepte filosòfic que s'ha definit de formes molt diferents al llarg del temps. A un primer nivell es podria dir que és la capacitat de dur a terme accions contràries a les nostres tendències immediates en un moment donat. Així, la voluntat és quelcom fonamental, ja que sense ella no s'és capaç de saber el que realment es desitja, ni tampoc es poden aconseguir els objectius fixats. Tot i així, no deixa de ser un dels conceptes més difícils i debatuts al llarg de tota la història de la filosofia, sobretot quan és qüestió del lliure albir.
Friedrich Nietzsche va definir la voluntat com "allò que interiorment motiva una acció". En aquest sentit, la voluntat és quelcom dotat de certa independència. Per exemple, una persona que escull no robar perquè els Deu Manaments ho recomanen, està escollint exercir la seva pròpia voluntat en la mesura en què la seva elecció és seguir les recomanacions dels Deu Manaments.
Algú que independentment forma el seu propi sistema moral o algú que compon un tema musical per plaure's a si mateix, està exercint un acte de pròpia voluntat.
D'altra banda, existeix la qüestió de saber si es pot observar el que es desitja fer i, alhora, conèixer les raons per les quals s'ha escollit fer això i no una altra cosa. Els qüestionaments més profunds de l'existència humana giren sovint entorn de la voluntat, que seria el poder d'elecció de la consciència.

## El concepte de voluntat al llarg del temps
En la filosofia el terme de voluntat va ser introduït per Sant Agustí i l'escolàstica medieval que van plantejar-se la qüestió del lliure albir, de la llibertat tant moral com teològica. La llibertat humana pressuposa una capacitat interior de l'ànima, similar i paral·lela a l'enteniment, en la qual resideix la possibilitat de decidir i escollir.
Immanuel Kant creia imprescindible per a la moral pressuposar que l'home té una ànima immortal, que Déu existeix i que l'home té la voluntat lliure. Aquests conceptes l'autor els va defensar en els seus Postulats de la raó pràctica.
Per Kant, els éssers humans són éssers sensibles que pertanyen a la Natura i, per tant, estan subjectes a les relacions causals i no tenen voluntat lliure. Però com a éssers racionals, formen part del que anomena Das Ding an sich, és a dir, el món en si mateix, independentment de les percepcions que se'n té. Només quan se segueix la raó pràctica, que permet fer eleccions morals, es pot exercitar la voluntat lliure; quan s'obeeix la llei moral, és un mateix el qui fa la llei que està obeint, tot actuant lliurement. Per exemple, si una persona escull comportar-se de determinada manera, encara que vagi en contra dels seus propis interessos, llavors està actuant lliurement.
Arthur Schopenhauer, en la seva obra més important, El món com a voluntat i representació, entén que la voluntat és la realitat subjacent en totes les percepcions. Per a aquest, la voluntat (de viure) és un cec impuls còsmic irracional que domina tota la natura i es manifesta en tots els seus dominis, perseguint només la seva perpetuació. Per això, Schopenhauer considera la necessitat d'apartar-se d'aquest impuls i renunciar a ell a la manera de l'ascetisme budista.
Nietzsche, fa una especial atenció sobre la voluntat de poder, la qual s'oposa a la mera voluntat de viure de Schopenhauer. Per a Nietzsche la posició pessimista de Schopenhauer és encara expressió d'una actitud reactiva i ressentida contra la vida. L'impuls vital és expressió de la voluntat de poder, que sempre aspira a més. La vida, llavors, és un cas particular d'aquest vast impuls que és la voluntat de poder, concebut per Nietzsche, alhora, com biològic, orgànic i -en la mesura que la cultura no sigui ja reacció contra la vida- expressió de la consumació i superació del nihilisme. Tota força impulsora és voluntat de poder que, en aquest sentit, és l'essència mateixa del ser, i que, com a principi afirmador, està situat més enllà del bé i del mal. Aquesta noció, doncs, manca de qualsevol classe de connotació política. No es tracta d'un desig de poder polític, o d'un afany de domini social, sinó que expressa només el dinamisme del qual la vida n'és la seva manifestació, no sotmès a cap poder exterior, a cap déu, ni a cap valor superior al de la pròpia vida. La voluntat de poder no consisteix en cap anhel ni en cap afany d'apoderar-se de res ni de dominar ningú, sinó que és creació; és l'impuls que condueix a trobar la forma superior de tot el que existeix i afirmar l'etern retorn, que separa les formes superiors, afirmatives, de les formes inferiors o reactives.